# Tessarine
En mathématiques, les tessarines sont des nombres hypercomplexes introduits et étudiés par James Cockle en 1848 et les années suivantes,,,,,.
C’est une algèbre qui combine les nombres complexes usuels et les nombres complexes déployés introduits par Cockle dans le même article initial.

## Définition
Les tessarines constituent une algèbre hypercomplexe associative et commutative de dimension 4, de base (1, i, j, k) telle que i2 = −1, j2 = 1 et k = ij.
Les unités i et j sont simplement les unités imaginaires respectives des complexes et des complexes déployés.
Les propriétés d’associativité et de commutativité permettent de déduire le reste de la table de multiplication de cette algèbre, à savoir :
| × | 1 | i  | j | k  |
| - | - | -- | - | -- |
| 1 | 1 | i  | j | k  |
| i | i | −1 | k | −j |
| j | j | k  | 1 | i  |
| k | k | −j | i | −1 |

## Propriétés algébriques
- Les tessarines constituant une algèbre hypercomplexe associative, elles constituent donc un anneau unitaire.
- L’algèbre étant de plus commutative, les tessarines constituent plus précisément un anneau commutatif (à la différence des quaternions, qui constituent un anneau unitaire non commutatif).
- Les tessarines permettent les puissances, les racines et les logarithmes de j, racine non réelle de 1.
- À l’image des complexes déployés, l’anneau des tessarines contient des diviseurs de zéro, donc ne constitue pas un corps commutatif (à la différence des quaternions qui, constituant un anneau sans diviseur de zéro, constituent un corps gauche) : (1 + j)(1 − j) = 1 − j2 = 0.
- À l’image des complexes déployés, l’anneau des tessarines contient deux éléments idempotents non triviaux : [(1 + j)/2]² = (1 + j)/2 et [(1 − j)/2]² = (1 − j)/2.

## Représentation matricielle
Une tessarine t peut être représentée par une matrice symétrique 2 × 2 à coefficients complexes :
Sous cette représentation, la base des tessarines peut s’écrire :
{\displaystyle 1={\begin{pmatrix}1&0\\0&1\end{pmatrix}}\qquad \mathrm {i} ={\begin{pmatrix}\mathrm {i} &0\\0&\mathrm {i} \end{pmatrix}}\qquad \mathrm {j} ={\begin{pmatrix}0&1\\1&0\end{pmatrix}}\qquad \mathrm {k} ={\begin{pmatrix}0&\mathrm {i} \\\mathrm {i} &0\end{pmatrix}}\ .}

## Sous-algèbres
Soit une tessarine t = a + bi + cj + dk, avec (a, b, c, d) ∈ ℝ⁴.
En fixant certains de ces coefficients réels, on peut obtenir plusieurs sous-algèbres.

### Nombres complexes
Lorsque c = d = 0, la sous-algèbre obtenue est celle des nombres complexes, de base {1, i}.

### Nombres complexes déployés
Lorsque b = d = 0, la sous-algèbre obtenue est celle des nombres complexes déployés, de base {1, j}.
L’unité j vérifiant j2 = 1 tout en étant non réelle, cette propriété a conduit Cockle à appeler cette unité un « nouvel imaginaire en algèbre »,.
Bien qu’apparaissant dans les articles de Cockle comme une simple sous-algèbre des tessarines, les complexes déployés et le plan qu’ils créent au-delà de la ligne réelle semblent avoir eu plus d’importance dans l’histoire des mathématiques que les tessarines.

## Isomorphisme avec les nombres bicomplexes
L’algèbre des tessarines est isomorphe à l’algèbre des nombres bicomplexes ℂ2 (cas particulier de nombres multicomplexes ℂn), de base {1, i1, i2, j} avec i1 = i, i2 = k et jbicomplexes = −jtessarines.
Les termes « tessarine » et « bicomplexe » sont donc souvent utilisés comme synonymes l’un de l’autre, bien qu’ayant historiquement été découverts selon des considérations différentes.